# Fédération polonaise d'athlétisme
La Fédération polonaise d'athlétisme (en polonais Polski Związek Lekkiej Atletyki (PZLA)) est la fédération nationale d'athlétisme en Pologne, fondée en 1919 à Cracovie. Depuis 1922, elle siège à Varsovie. Depuis 1921, elle est membre de l'IAAF et, depuis sa création, de l'Association européenne d'athlétisme.

## Présidents
Ont successivement occupé le poste de président :
| Nom                  | Période     |
| -------------------- | ----------- |
| Tadeusz Kuchar       | 1919-1921   |
| Bronisław Kowalewski | 1921-1926   |
| Jerzy Misiński       | 1926-1930   |
| Wacław Znajdowski    | 1930-1939   |
| Walenty Foryś        | 1945-1949   |
| Czesław Foryś        | 1949-1965   |
| Michał Godlewski     | 1965-1967   |
| Henryk Krzemiński    | 1967        |
| Witold Gerutto       | 1967-1969   |
| Andrzej Majkowski    | 1969-1972   |
| Adam Zborowski       | 1972-1973   |
| Piotr Nurowski       | 1973-1976   |
| Stefan Milewskii     | 1976-1978   |
| Piotr Nurowski       | 1978-1980   |
| Czesław Ząbecki      | 1980-1984   |
| Leszek Wysłocki      | 1984-1986   |
| Mieczysław Kolejwa   | 1986-1988   |
| Jan Mulak            | 1988-1989   |
| Czesław Ząbecki      | 1989-1997   |
| Irena Szewińska      | 1997-2009   |
| Jerzy Skucha         | 2009-2016   |
| Henryk Olszewski     | Depuis 2016 |